# Upptakten till första världskriget
Denna artikel behandlar upptakten till första världskriget.

## Skotten i Sarajevo till Svarta veckan
Mordet på den österrikisk-ungerske tronföljaren ärkehertig Franz Ferdinand och hans gemål Sophie von Chotek i Sarajevo den 28 juni 1914 som utfördes av den 19-årige bosnien-serbiske nationalisten Gavrilo Princip blev den tändande gnistan till första världskriget. Princip var en av flera attentatsmän som var beredda att döda tronföljarparet under sin färd genom Sarajevo. Frågan varför de genomförde sitt attentat har olika orsaker. En orsak handlade om Österrike-Ungerns konflikt med Serbien om dominansen på Balkan. I Balkankrigen 1912 och 1913 hade Serbien nästan fördubblat sitt territorium. De serbiska gärningsmännens mål var att förena alla serber i ett storserbiskt rike vilket även omfattade serberna som bodde i Bosnien vilket hade blivit annekterat av Österrike-Ungern år 1908. En annan orsak var att Franz Ferdinand hade planer på att ge de många olika folkslagen i Österrike-Ungern mer inflytande. Därmed såg Gavrilo Princip och de andra ett hot mot ett storserbiskt rike eftersom mer inflytande för serberna i Österrike-Ungern hade minskat deras vilja att ingå i ett nytt serbiskt rike. Attentatsmännen hade fått stöd av den serbiska regeringen.

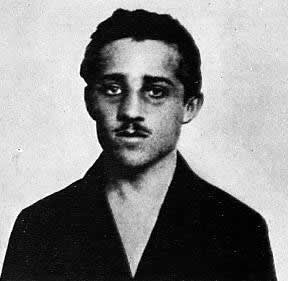
Gavrilo Princip (1894-1918)

### Österrike-Ungerns reaktion
Strax efter mordet fanns det i Wien inget större intresse av att uppklara mordet. Istället styrde Österrike-Ungern alltmer mot en krigisk lösning även om det fanns olika uppfattningar inom den politiska och militära ledningen. Generalstabschafen Conrad von Hötzendorf och utrikesministern Leopold von Berchtold var för ett omedelbart krig mot Serbien. Utöver det fanns flera andra österrikiska politiker som favoriserade en krigisk lösning. En mindre grupp kring kejsaren Franz Josef och statsministern Istvan Tisza var emot ett militärt agerande. Varför majoriteten av Österrike-Ungerns ledning var för ett krig mot Serbien berodde för det första på att Österrike ansågs få ett bra tillfälle att bli kvitt det serbiska hotet som man uppfattade som en överhängande fara mot dubbelmonarkins bestånd. För det andra spelade bundsförvanten Tysklands hållning en viktig roll. När ambassadören Szögyény träffade kejsaren Vilhelm II i Potsdam den 5 juli gav denne sitt villkorslösa stöd till Österrike-Ungern, även om ett sådant stöd skulle innebära ett krig mot Ryssland. Den tyske rikskanslern Theobald von Bethmann Hollweg ansåg att Ryssland skulle bli för starkt om några år och att det skulle bli omöjligt att vinna ett krig mot tsardömet då. Den tyska militära ledningen delade denna uppfattning och förespråkade därför ett preventivkrig. Därmed tillföll Tyskland en nyckelroll under Julikrisen.
Utrikesministern Leopold von Berchtold hade nu fått fria händer och den 7 juli beslöt det österrikiskt-ungerska ministerrådet att inleda diplomatiska aktioner mot Serbien. István Tisza hade motsatt sig omedelbart ett väpnat inskridande och avrådde från att även formulera villkor som Serbien inte kunde acceptera. Men ministerrådet i sin helhet var för ett krig och förkastade medvetet några som helst fredliga alternativ. Därför formulerades kraven just så att de i princip var oacceptabla för Serbien men att det samtidigt inte framgick att Österrike-Ungern egentligen ville provocera ett krig mot Serbien. Tisza, uppgav omkring den 14 juli sitt motstånd på villkor att det uttryckligen protokollfästes att aktionen inte skulle åsyfta landförvärv från Serbien. Detta beslut fattades vid nytt möte av ministerrådet den 19 juli, där det även bestämdes att kraven mot Serbien skulle i en not med 48 timmars frist framställas i Belgrad den 23 juli.
Det långa uppskovet mellan beslut och ultimatum berodde på Berchtolds önskan att den franske presidenten Raymond Poincaré inte skulle få reda på detta ultimatum före sin avresa från sitt besök i Sankt Petersburg och därmed inte kunna personligen påverka Nikolaj II att ingripa till Serbiens skydd. Ett annat skäl var att både Tyskland och Österrike-Ungern ville hemlighålla sitt agerande för att förhindra en förmedling genom de andra stormakterna. Dessutom behövdes reservisterna de första juliveckorna för att skörda vilket i sin tur var viktigt för att säkerställa armén försörjning under första krigsåret.  För att ge sken av en fredlig lösning av krisen åkte den tyska politiska ledningen på semester den 5 juli. Detta föranledde även politiker i andra stormakter att fira semester under första halvan av juli även om det fanns vissa rykten om att Österrike skulle ställa hårda krav mot Serbien.
Österrike-Ungerns ultimatum innebar att Serbien skulle erkänna Österrike-Ungerns annektering av Bosnien och att landet skulle ge upp sin fientliga hållning gentemot Österrike-Ungern. Dessutom skulle föreningar som riktade sig mot Österrike-Ungern upplösas. Kontroversiellt var framförallt att Donaumonarkin krävde att delta i upplösningen av dessa föreningar. I Wien var man medveten om att notens innehåll var av en sådan art att Belgrad inte kunde acceptera villkoren, dvs. att det skulle utmynna i ett krig. Regeringen i Berlin kände till ultimatumets exakta ordalydelse redan den 22 juli och stod helt bakom alla Österrike-Ungerns krav.

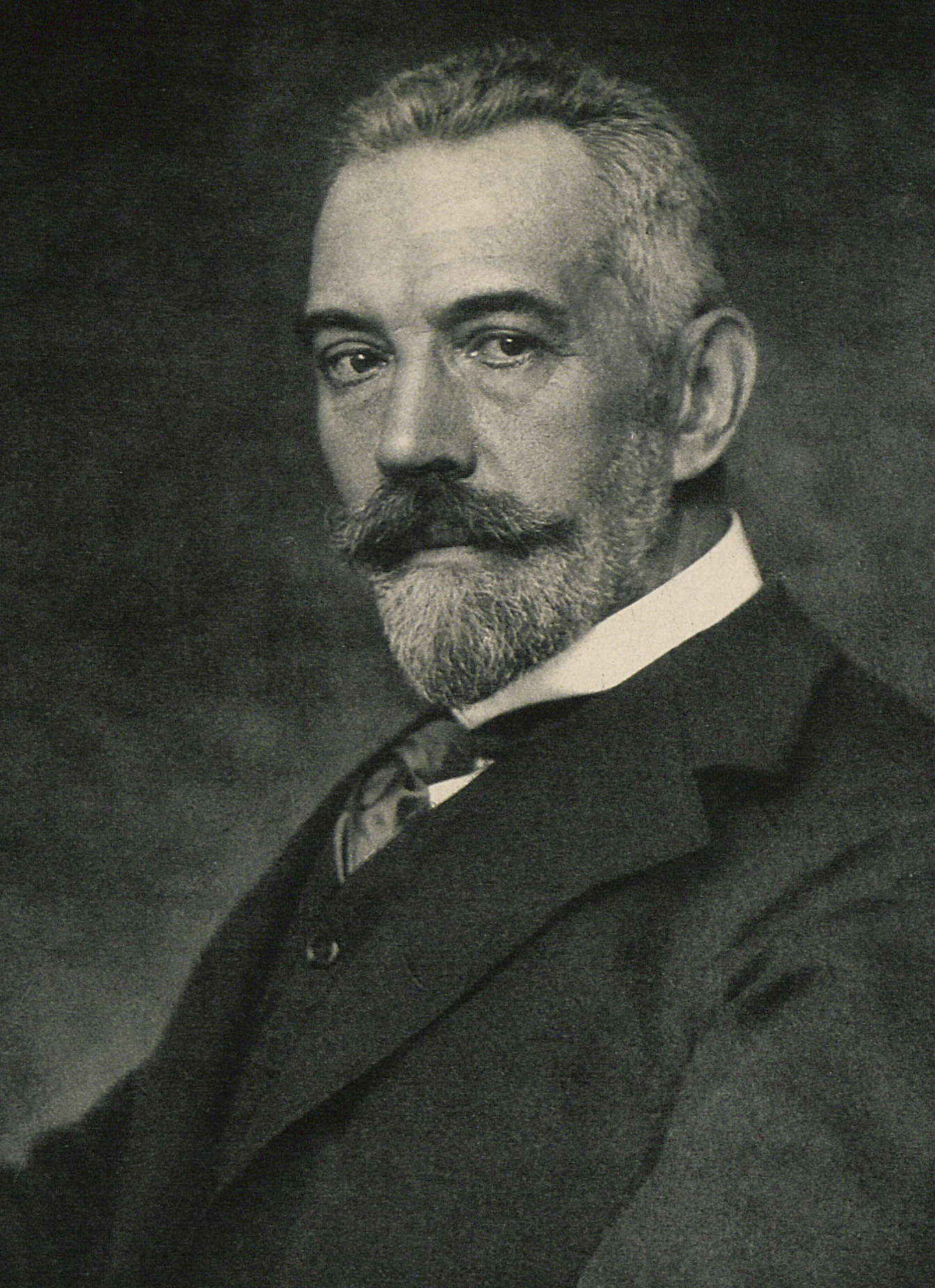
Theobald von Bethmann Hollweg (1856-1920), tysk rikskansler 1909-1917

### Orsaker bakom Tysklands agerande
Bakgrunden till Tysklands agerande var att tyska politiker och generaler såg i krisen ett bra tillfälle att tvinga fram ett avgörande krig i Europa. Som redan skrivit var bland annat rikskanslern Theobald von Bethmann Hollweg övertygad om att Ryssland skulle bli för starkt inom en snar framtid och att det då skulle bli omöjligt att vinna ett europeiskt krig. "Nu eller aldrig" som både Helmuth von Moltke och von Hötzendorf sammanfattade det hela. Dessutom hoppades Kejsarriket att Storbritannien skulle förbli neutralt i en beväpnad konflikt i Europa. Regeringarna i både Berlin och Wien hoppades dessutom att ett krig skulle förhindra Donaumonarkins förfall. Man räknade även med att Ryssland skulle bistå Serbien, men i så fall var man beredd att föra krig ändå. Italien hölls alldeles utanför till 23 juli (för undvikande av befarade kompensationskrav i Albanien och indiskretioner till Ryssland eller Frankrike); åt övriga makter delgavs noten 24 juli.
Med ultimatumets publicering hade krisen blivit internationell. Den ryske utrikesministern Sergej Sazonov konstaterade att detta ultimatum skulle innebära ett europeiskt krig. När ultimatumet hade överlämnats var Serbiens statsminister Nikola Pašić på resa. Efter uppmaning återinfann han sig i Belgrad den 24 juli. Snabbt var man överens om att Serbien i princip inte kunde acceptera kraven i sin helhet eftersom de hotade Serbiens suveränitet. Serbien ville försäkra sig om Rysslands stöd eftersom man hoppades att detta skulle avskräcka Österrike från militära handlingar vilket dock i praktiken inte gav någon effekt eftersom både Österrike och Tyskland redan hade tagit med ett ryskt ingripande i sina beräkningar. Rysslands råd den 24 juli var till en början att besvara kraven så måttligt som möjligt. Samtidigt meddelade Sazonov att Wiens krav inte kunde accepteras utan att Serbien skulle begå självmord. Därmed uppmuntrades Serbien att tillbakavisa de mest långtgående kraven samtidigt som man i princip hade accepterat nästan alla krav. De krav som avvisades ansåg regeringen i Belgrad vara oförenliga med Serbiens oberoende (särskilt på österrikiska ämbetsmäns "medverkan vid undertryckandet av den mot monarkins territoriella integritet riktade omstörtningsrörelsen"). Då svarsnoten inte i fullständigt oförändrad form godtog de framställda kraven förklarade Österrike-Ungerns ambassadör Wladimir Giesl von Gieslingen att svaret var otillfredsställande och avbröt genast de diplomatiska förbindelserna.

### Storbritanniens reaktion
Vid försöken att avvärja en väpnad konflikt tog Storbritannien ledningen. Detta berodde främst på att England hade egna problem på hemmaplan som man var tvungen att ta tag i. Det gällde bland annat oroligheterna i Irland samt suffragetternas kamp för att få kvinnlig rösträtt. Ifall det skulle bli konflikt mellan Österrike-Ungern och Ryssland föreslog den brittiske utrikesministern sir Edward Grey en konferens mellan England, Tyskland, Frankrike och Ryssland vilket Vilhelm II tillbakavisade som onödigt. I och med att Tyskland var övertygad om att vinna ett krig mot Ryssland lät man bli att uppmuntra bundsförvanten Österrike-Ungern att acceptera förmedlingsförslaget. Istället uppmuntrades Wien att agera energiskt mot Serbien. Dock hade Serbien i princip gått med på alla Österrikiska krav (se ovan). Enbart de krav som ifrågasatte Serbiens suveränitet avvisades. Grey kommenterade att Belgrad över förväntan hade gått med på dubbelmonarkins krav.
De andra ländernas reaktion bidrog nu till att låta krig uppstå. Frankrike exempelvis såg en chans att stärka sin allians med Ryssland. President Poincaré och ambassadören Paléologue uppmuntrade Nikolaj II att stå fast vid sitt stöd till Serbien vilket då ökade krigsrisken. Å andra sidan står det också klart att Österrike-Ungern ju just ville ha ett krig mot Serbien vilket i sin tur måste innebära krig med Ryssland också. Genom en krigsförklaring mot Serbien hoppades t.ex. Berchtold att kunna förhindra eventuella förmedlingsförsök (som t.ex. Rysslands försök att förhandla med Österrike-Ungern). För Tyskland var det dock ett problem att England hade föreslagit en förmedlingskonferens eftersom man inte bara kunde tacka nej till den för då hade Berlins intresse för krig varit alldeles för uppenbart. Därför gick man utåt med på en konferens medan man inåt planerade för ett krig. Berchtold i sin tur skärpte krisen genom Österrike-Ungerns krigsförklaring mot Serbien den 28 juli. Denna hade han förordat som ett medel att förhindra "ett nytt försök av trippelententen att ernå en fredlig biläggning av konflikten".
När kejsar Vilhelm II den 28 juli återvände från sin norska resa fick han kännedom av Serbiens svar på Österrike-Ungerns krav. Kejsaren tyckte att svaret "avlägsnar varje anledning till krig". Samtidigt menade han att det inte gick att lita på serberna varför man rådde Wien att ockupera Belgrad och några andra orter på serbiskt område som pant ifall serberna inte uppfyllde sina löften. Dessvärre spelade rikskanslern Bethman Hollweg en avgörande roll i denna fas av krisen när han inte vidarebefordrade Vilhelm II:s svar. Den redan nämnda krigsförklaringen mot Serbien samt beskjutningen av Belgrad omintetgjorde dessutom Greys medlingsförsök.
En vändpunkt i krisen var Edward Greys meddelande till tyske ambassadören Karl Max von Lichnowsky (1860-1928) den 29 juli på eftermiddagen att Storbritannien visserligen kunde stå avsides, så länge konflikten inskränkte sig till Österrike och Ryssland, men att Storbritannien, om Frankrike drogs in, kom i annat läge och då kunde "nödgas till hastiga beslut". Detta brittiska krigshot till Berlin satte ordentlig fart på de tyska fredspåtryckningarna i Wien och klargjorde för de styrande i Berlin situationens hela allvar. Bethmann Hollweg insåg nu att ett krig skulle föras mot både Frankrike, Ryssland och Storbritannien. I denna situation verkar det som att han försökte dra i nödbromsen. Dock är det omstridd hur allvarliga Tysklands avsikter var och om man överhuvudtaget på riktigt ville förhindra ett krig. Hur som helst hade Tyskland inga större framgångar i vilket fall. Den enda effekten de tyska påtryckningarna hade i Wien var att man blev mer och mer misstänksam gentemot sin bundsförvant. Trots hot ifrån Bethman Hollweg att man inte var beredd att bli indragen i ett krig fortsatte Österrike-Ungern med sitt anfall mot Serbien.
Englands problem var nu helt plötsligt att varje steg verkade betyda krig i vilket fall: deltog England i kriget vid Frankrikes och Rysslands sida så skulle de inte vara intresserade av att avlägsna krisen. Men förblev England neutralt så skulle Tyskland och Österrike-Ungern förmodligen fortsätta med sin aggressiva politik. I praktiken hade England inget annat val än att delta i kriget.
De sista julidagarna i Berlin präglades av en konflikt mellan den militära ledningen som ville börja kriget på en gång och delar av den politiska ledningen som ville att Ryssland skull ta första steget så att man sedan kunde skylla på att Ryssland började kriget. Den tyska militära ledningen ville börja kriget så fort som möjligt eftersom deras krigsplan ("Schlieffenplanen") byggde på att överraska genom ett snabbt anfall genom Belgien. Frankrike ville vänta med ett anfall för att inte bli medskyldigt i utbrott av kriget vilket dock enbart ett politiskt manöver. Redan den 30 juli hade Frankrike försäkrat Ryssland att bistå ifall det blir krig.

### Orsakerna till första världskriget
Inom forskningen har det diskuterats hur de olika mobiliseringssekvenserna har bidragit till krigsutbrottet. Men i slutändan var det snarare stormakternas grundläggande motsättningar som vållade kriget. Konkret var det Wiens beslut att förklara krig mot Serbien som ledde till den ryska mobiliseringen. Det ska dessutom tilläggas att den ryske tsaren in i det sista var beredd till förhandlingar. Den s.k. "Willy-Nicky-telegramväxlingen" mellan Nikolaj II och Vilhelm II i slutet av juli var förvisso en tysk bluff där man gav sken av att vilja förhandla, men den ryska reaktionen visar att det inte fanns någon absolut vilja till krig från Rysslands sida. Hade den ryska mobiliseringen egentligen inga konkreta konsekvenser förhöll det sig annorlunda med den tyska mobiliseringen. Denna mobilisering satte igång Schlieffenplanen, dvs. ett tyskt anfall mot Frankrike genom det neutrala Belgien medan armén på östfronten enbart skulle försvara sig. England hade in i det sista försökt att motverka ett krig, men när tyska trupper marscherade in i det neutrala Belgien förklarade England krig mot Tyskland den 4 augusti 1914.

## Mobiliseringen

### Serbien
Den 25 juli 1914 - samma dag som serbiska regeringen lämnat ett enligt österrikisk-ungerska regeringens uppfattning otillfredsställande svar på sistnämnda regerings ultimatum - anbefalldes allmän mobilisering i Serbien.

### Österrike-Ungern
Österrike-Ungern avbröt den diplomatiska förbindelsen med Serbien och lät mobilisera 16 infanterifördelningar. Den 28 juli avgavs dubbelmonarkins krigsförklaring, och 31 juli började trupptransporterna mot den serbiska gränsen.

### Ryssland
Ryssland hade redan den 25 juli mobiliserat större delen av sin armé, nämligen 14 armékårer och 26 reservfördelningar, varom österrikisk-ungerska regeringen erhöll kännedom 29 juli. Detta föranledde en allmän mobilisering av Österrike-Ungerns stridskrafter 31 juli. Samma dag kungjordes allmän mobilisering även i Ryssland. Med anledning härav avgav tyska regeringen senare samma dag ett ultimatum till Ryssland angående inställandet av alla militära mot Tyskland eller dess ifrågavarande bundsförvant riktade militära åtgärder. Då intet svar härpå följde, anbefalldes 1 augusti mobilisering av Tysklands samtliga stridskrafter och avgavs krigsförklaring mot Ryssland. Samma dag överskred ryska trupper (kosacker) tyska gränsen och attackerade järnvägsbron över Warthe vid Eichenried i östra Posen.

### Tyska riket och Frankrike
Med anledning av tyske ambassadörens i Paris förfrågan om Frankrikes hållning i händelse av ett eventuellt krig mellan Tyskland och Ryssland utfärdades 1 augusti order om allmän mobilisering av franska armén och marinen. Den 3 augusti avbröts de diplomatiska förbindelserna mellan Tyskland och Frankrike. Emellertid hade redan 31 juli order om allmän mobilisering utfärdats i Belgien "till skydd för landets neutralitet". Följande dag inryckte tyska trupper i Luxemburg, trots dess regerings protester, och besatte landets viktigaste järnvägsstationer. Sedan tyska regeringens 2 augusti gjorda framställning till belgiska regeringen om fritt genomtåg avslagits påföljande dag, överskred tyska trupper natten 3-4 augusti belgiska gränsen sydväst om Aachen på frammarsch mot Liège. 

### Storbritannien
Med anledning härav mobiliserade Storbritannien, som var en av garantimakterna för Belgiens ständiga neutralitet, sin armé den 4 augusti - efter att redan 2 augusti ha mobiliserat sin marin - och utfärdade krigsförklaring mot Tyskland. Sedan Österrike-Ungern 6 augusti förklarat krig mot Ryssland samt krigstillstånd inträtt 10 augusti med Frankrike, den 13 augusti med Storbritannien och den 27 augusti med Belgien, befann sig centralmakterna i krig med Serbien, Ryssland, Frankrike, Belgien och Storbritannien. Den 7 augusti hade även Montenegro förklarat Österrike krig.

### De mobiliserade stridskrafterna
Tyska arméns fredsstyrka (enligt stat) utgjorde vid krigsutbrottet 780 000 man. Vid mobiliseringen bragtes de 25 armékårerna på krigsfot med i stort sett oförändrad sammansättning. Kårernas krigsstyrka växlade mellan 37 000 och 43 000 man, infanterifördelningens (divisionens) krigsstyrka uppgick till omkring 17 500 man. Huvuddelen av kavalleriet sammanfördes dock till 11 kavallerifördelningar (på omkring 4 000 man), av vilka flertalet bildade 4 kavallerikårer. Dessutom uppsattes ett antal tunga mörsarbataljoner och tunga kanonbatterier, vilka, liksom förbindelsetrupperna (med bland annat 11 luftskepp och 134 fältflygplan) disponerades omedelbart av armé- och högre chefer.

## Politiska splittringar
I den tyska riksdagen uppnåddes majoritet för kriget genom att socialdemokraterna i riksdagen röstade för. Detta ledde till att den socialdemokratiska rörelsen i hela världen splittrades i en revolutionär (kommunistisk) del och en reformistisk del som behöll namnet socialdemokratisk. Kommunisterna menade att "den egna regeringens nederlag var det mindre onda" i alla krigförande länder, medan den socialdemokratiska delen stödde de egna regeringarnas krigsansträngningar.